# Olympische Sommerspiele 2020/Teilnehmer (Algerien)
| Gelbes Symbol für Goldmedaillen mit stilisierten Olympischen Ringen | Graues Symbol für Silbermedaillen mit stilisierten Olympischen Ringen | Braundes Symbol für Bronzemedaillen mit stilisierten Olympischen Ringen |
| ------------------------------------------------------------------- | --------------------------------------------------------------------- | ----------------------------------------------------------------------- |
| —                                                                   | —                                                                     | —                                                                       |

Algerien nahm an den Olympischen Spielen 2020 in Tokio mit 41 Sportlern in 14 Sportarten teil. Es war die insgesamt 14. Teilnahme an Olympischen Sommerspielen.

## Teilnehmer nach Sportarten

### Boxen
| Athleten             | Wettbewerb                  | 1. Runde       | 1. Runde | Achtelfinale        | Achtelfinale  | Viertelfinale | Viertelfinale | Halbfinale    | Halbfinale    | Finale        | Finale        | Rang |
| Athleten             | Wettbewerb                  | Gegner         | Ergebnis | Gegner              | Ergebnis      | Gegner        | Ergebnis      | Gegner        | Ergebnis      | Gegner        | Ergebnis      | Rang |
| -------------------- | --------------------------- | -------------- | -------- | ------------------- | ------------- | ------------- | ------------- | ------------- | ------------- | ------------- | ------------- | ---- |
| Frauen               |                             |                |          |                     |               |               |               |               |               |               |               |      |
| Roumaysa Boualam     | Fliegengewicht bis 51 kg    | J. Jitpong     | 0:5      | ausgeschieden       | ausgeschieden | ausgeschieden | ausgeschieden | ausgeschieden | ausgeschieden | ausgeschieden | ausgeschieden | 17   |
| Imane Khelif         | Leichtgewicht bis 60 kg     | —              | —        | M. Homrani          | 5:0           | K. Harrington | 0:5           | ausgeschieden | ausgeschieden | ausgeschieden | ausgeschieden | 5    |
| Ichrak Chaib         | Mittelgewicht bis 75 kg     | —              | —        | P. Rani             | 0:5           | ausgeschieden | ausgeschieden | ausgeschieden | ausgeschieden | ausgeschieden | ausgeschieden | 9    |
| Männer               |                             |                |          |                     |               |               |               |               |               |               |               |      |
| Mohamed Flissi       | Fliegengewicht bis 52 kg    | Freilos        | Freilos  | C. Paalam           | 0:5           | ausgeschieden | ausgeschieden | ausgeschieden | ausgeschieden | ausgeschieden | ausgeschieden | 9    |
| Younes Nemouchi      | Mittelgewicht bis 75 kg     | D. K. Ssemujju | 5:0      | E. Marcial          | RSC           | ausgeschieden | ausgeschieden | ausgeschieden | ausgeschieden | ausgeschieden | ausgeschieden | 9    |
| Mohammed Houmri      | Halbschwergewicht bis 81 kg | N. Korbaj      | 3:2      | A. López            | 0:5           | ausgeschieden | ausgeschieden | ausgeschieden | ausgeschieden | ausgeschieden | ausgeschieden | 9    |
| Abdelhafid Benchabla | Schwergewicht bis 91 kg     | S. Tursunov    | 4:1      | M. Gadschimagomedow | 0:5           | ausgeschieden | ausgeschieden | ausgeschieden | ausgeschieden | ausgeschieden | ausgeschieden | 9    |
| Chouaib Bouloudinats | Superschwergewicht ab 91 kg | Freilos        | Freilos  | R. Torrez           | 0:5           | ausgeschieden | ausgeschieden | ausgeschieden | ausgeschieden | ausgeschieden | ausgeschieden | 9    |

### Fechten
| Athleten                  | Wettbewerb     | 1. Runde    | 1. Runde | 2. Runde      | 2. Runde      | Achtelfinale  | Achtelfinale  | Viertelfinale | Viertelfinale | Halbfinale / Klassifikation | Halbfinale / Klassifikation | Finale / Platzierung | Finale / Platzierung | Rang          |
| Athleten                  | Wettbewerb     | Gegner      | Ergebnis | Gegner        | Ergebnis      | Gegner        | Ergebnis      | Gegner        | Ergebnis      | Gegner                      | Ergebnis                    | Gegner               | Ergebnis             | Rang          |
| ------------------------- | -------------- | ----------- | -------- | ------------- | ------------- | ------------- | ------------- | ------------- | ------------- | --------------------------- | --------------------------- | -------------------- | -------------------- | ------------- |
| Frauen                    |                |             |          |               |               |               |               |               |               |                             |                             |                      |                      |               |
| Meriem Mebarki            | Florett Einzel | F. Pásztor  | 8:15     | ausgeschieden | ausgeschieden | ausgeschieden | ausgeschieden | ausgeschieden | ausgeschieden | ausgeschieden               | ausgeschieden               | ausgeschieden        | ausgeschieden        | ausgeschieden |
| Kaouther Mohamed Belkebir | Säbel Einzel   | H. Yang     | 1:15     | ausgeschieden | ausgeschieden | ausgeschieden | ausgeschieden | ausgeschieden | ausgeschieden | ausgeschieden               | ausgeschieden               | ausgeschieden        | ausgeschieden        | ausgeschieden |
| Männer                    |                |             |          |               |               |               |               |               |               |                             |                             |                      |                      |               |
| Salim Heroui              | Florett Einzel | W. Mylnikow | 6:15     | ausgeschieden | ausgeschieden | ausgeschieden | ausgeschieden | ausgeschieden | ausgeschieden | ausgeschieden               | ausgeschieden               | ausgeschieden        | ausgeschieden        | ausgeschieden |
| Akram Bounabi             | Säbel Einzel   | K. Streets  | 9:15     | ausgeschieden | ausgeschieden | ausgeschieden | ausgeschieden | ausgeschieden | ausgeschieden | ausgeschieden               | ausgeschieden               | ausgeschieden        | ausgeschieden        | ausgeschieden |

### Gewichtheben
| Athleten     | Wettbewerb                     | Reißen  | Reißen | Stoßen  | Stoßen | Zweikampf | Zweikampf | Rang |
| Athleten     | Wettbewerb                     | Gewicht | Rang   | Gewicht | Rang   | Gewicht   | Rang      | Rang |
| ------------ | ------------------------------ | ------- | ------ | ------- | ------ | --------- | --------- | ---- |
| Männer       |                                |         |        |         |        |           |           |      |
| Walid Bidani | Superschwergewicht über 109 kg | DNS     | DNS    | DNS     | DNS    | DNS       | DNS       | DNS  |

### Judo
| Athleten      | Wettbewerb | 1. Runde       | 1. Runde | 2. Runde      | 2. Runde      | Achtelfinale  | Achtelfinale  | Viertelfinale | Viertelfinale | Halbfinale / Trostrunde | Halbfinale / Trostrunde | Finale / Platz 3 | Finale / Platz 3 | Rang |
| Athleten      | Wettbewerb | Gegner         | Ergebnis | Gegner        | Ergebnis      | Gegner        | Ergebnis      | Gegner        | Ergebnis      | Gegner                  | Ergebnis                | Gegner           | Ergebnis         | Rang |
| ------------- | ---------- | -------------- | -------- | ------------- | ------------- | ------------- | ------------- | ------------- | ------------- | ----------------------- | ----------------------- | ---------------- | ---------------- | ---- |
| Frauen        |            |                |          |               |               |               |               |               |               |                         |                         |                  |                  |      |
| Sonia Asselah | über 78 kg | J. Kalanina    | 0s2:10   | —             | —             | ausgeschieden | ausgeschieden | ausgeschieden | ausgeschieden | ausgeschieden           | ausgeschieden           | ausgeschieden    | ausgeschieden    | 17   |
| Männer        |            |                |          |               |               |               |               |               |               |                         |                         |                  |                  |      |
| Fethi Nourine | bis 73 kg  | M. Abdalrasool | DNS      | ausgeschieden | ausgeschieden | ausgeschieden | ausgeschieden | ausgeschieden | ausgeschieden | ausgeschieden           | ausgeschieden           | ausgeschieden    | ausgeschieden    | —    |

### Kanu

#### Kanurennsport
| Athleten     | Wettbewerb | Vorlauf      | Vorlauf | Viertelfinale | Viertelfinale | Halbfinale    | Halbfinale    | Finale A/B/C  | Finale A/B/C  | Rang          |
| Athleten     | Wettbewerb | Zeit         | Rang    | Zeit          | Rang          | Zeit          | Rang          | Zeit          | Rang          | Rang          |
| ------------ | ---------- | ------------ | ------- | ------------- | ------------- | ------------- | ------------- | ------------- | ------------- | ------------- |
| Frauen       |            |              |         |               |               |               |               |               |               |               |
| Amira Kheris | K-1 200 m  | 48,306 s     | 7       | 49,412 s      | 8             | ausgeschieden | ausgeschieden | ausgeschieden | ausgeschieden | ausgeschieden |
| Amira Kheris | K-1 500 m  | 2:13,626 min | 7       | 2:07,548 min  | 6             | ausgeschieden | ausgeschieden | ausgeschieden | ausgeschieden | ausgeschieden |

### Karate

#### Kumite
| Athleten     | Wettbewerb        | Gruppenphase | Gruppenphase | Halbfinale    | Halbfinale    | Finale        | Finale        | Rang |
| Athleten     | Wettbewerb        | Punkte       | Rang         | Gegner        | Ergebnis      | Gegner        | Ergebnis      | Rang |
| ------------ | ----------------- | ------------ | ------------ | ------------- | ------------- | ------------- | ------------- | ---- |
| Frauen       |                   |              |              |               |               |               |               |      |
| Lamya Matoub | Kumite über 61 kg | 1            | 5            | ausgeschieden | ausgeschieden | ausgeschieden | ausgeschieden | 9    |

### Leichtathletik
Taoufik Makhloufi sagte seinen Start bei den Olympischen Sommerspielen 2020 über 1500 m auf Grund von Knieproblemen ab. Bilal Tabti konnte wegen eines positiven COVID-19-Tests nicht antreten.
 Laufen und Gehen 
| Athleten            | Wettbewerb       | Runde 1     | Runde 1 | Halbfinale    | Halbfinale    | Finale        | Finale        | Rang          |
| Athleten            | Wettbewerb       | Zeit        | Rang    | Zeit          | Rang          | Zeit          | Rang          | Rang          |
| ------------------- | ---------------- | ----------- | ------- | ------------- | ------------- | ------------- | ------------- | ------------- |
| Frauen              |                  |             |         |               |               |               |               |               |
| Loubna Benhadja     | 400 m Hürden     | 57,19 s     | 8       | ausgeschieden | ausgeschieden | ausgeschieden | ausgeschieden | ausgeschieden |
| Männer              |                  |             |         |               |               |               |               |               |
| Abdelmalik Lahoulou | 400 m Hürden     | 48,83 s     | 3       | 49,14 s       | 5             | ausgeschieden | ausgeschieden | ausgeschieden |
| Yassine Hethat      | 800 m            | 1:46,20 min | 5       | ausgeschieden | ausgeschieden | ausgeschieden | ausgeschieden | ausgeschieden |
| Hicham Bouchicha    | 3000 m Hindernis | 8:44,75 min | 15      | ausgeschieden | ausgeschieden | ausgeschieden | ausgeschieden | ausgeschieden |

 Springen und Werfen 
| Athleten     | Wettbewerb | Qualifikation | Qualifikation | Finale     | Finale | Rang |
| Athleten     | Wettbewerb | Weite/Höhe    | Rang          | Weite/Höhe | Rang   | Rang |
| ------------ | ---------- | ------------- | ------------- | ---------- | ------ | ---- |
| Männer       |            |               |               |            |        |      |
| Yasser Triki | Dreisprung | 17,05 m       | 5             | 17,43 m    | 5      | 5    |

### Radsport

#### Straße
| Athleten       | Wettbewerb       | Zeit         | Rang |
| -------------- | ---------------- | ------------ | ---- |
| Männer         |                  |              |      |
| Azzedine Lagab | Straßenrennen    | DNF          | —    |
| Hamza Mansouri | Straßenrennen    | DNF          | —    |
| Azzedine Lagab | Einzelzeitfahren | 1:05:21,53 h | 36   |

### Ringen

#### Freier Stil
Legende: G = Gewonnen, V = Verloren, S = Schultersieg
| Athleten            | Wettbewerb        | Achtelfinale | Achtelfinale | Viertelfinale | Viertelfinale | Halbfinale    | Halbfinale    | Hoffnungsrunde Halbfinale | Hoffnungsrunde Halbfinale | Hoffnungsrunde Finale | Hoffnungsrunde Finale | Finale        | Finale        | Rang |
| Athleten            | Wettbewerb        | Gegner       | Ergebnis     | Gegner        | Ergebnis      | Gegner        | Ergebnis      | Gegner                    | Ergebnis                  | Gegner                | Ergebnis              | Gegner        | Ergebnis      | Rang |
| ------------------- | ----------------- | ------------ | ------------ | ------------- | ------------- | ------------- | ------------- | ------------------------- | ------------------------- | --------------------- | --------------------- | ------------- | ------------- | ---- |
| Männer              |                   |              |              |               |               |               |               |                           |                           |                       |                       |               |               |      |
| Abdelhak Kherbache  | Klasse bis 57 kg  | G. Wangelow  | V 0:11S      | ausgeschieden | ausgeschieden | ausgeschieden | ausgeschieden | ausgeschieden             | ausgeschieden             | ausgeschieden         | ausgeschieden         | ausgeschieden | ausgeschieden | 16   |
| Fateh Benferdjallah | Klasse bis 86 kg  | S. Reichmuth | V 2:6        | ausgeschieden | ausgeschieden | ausgeschieden | ausgeschieden | ausgeschieden             | ausgeschieden             | ausgeschieden         | ausgeschieden         | ausgeschieden | ausgeschieden | 11   |
| Mohammed Fardj      | Klasse bis 97 kg  | A. Jergali   | V DNS        | ausgeschieden | ausgeschieden | ausgeschieden | ausgeschieden | ausgeschieden             | ausgeschieden             | ausgeschieden         | ausgeschieden         | ausgeschieden | ausgeschieden | —    |
| Djahid Berrahal     | Klasse bis 125 kg | E. Shala     | V 0:6S       | ausgeschieden | ausgeschieden | ausgeschieden | ausgeschieden | ausgeschieden             | ausgeschieden             | ausgeschieden         | ausgeschieden         | ausgeschieden | ausgeschieden | 14   |

#### Griechisch-römischer Stil
Legende: G = Gewonnen, V = Verloren, S = Schultersieg
| Athleten           | Wettbewerb       | Qualifikation | Qualifikation | Achtelfinale  | Achtelfinale  | Viertelfinale | Viertelfinale | Halbfinale    | Halbfinale    | Hoffnungsrunde Halbfinale | Hoffnungsrunde Halbfinale | Hoffnungsrunde Finale | Hoffnungsrunde Finale | Finale        | Finale        | Rang |
| Athleten           | Wettbewerb       | Gegner        | Ergebnis      | Gegner        | Ergebnis      | Gegner        | Ergebnis      | Gegner        | Ergebnis      | Gegner                    | Ergebnis                  | Gegner                | Ergebnis              | Gegner        | Ergebnis      | Rang |
| ------------------ | ---------------- | ------------- | ------------- | ------------- | ------------- | ------------- | ------------- | ------------- | ------------- | ------------------------- | ------------------------- | --------------------- | --------------------- | ------------- | ------------- | ---- |
| Männer             |                  |               |               |               |               |               |               |               |               |                           |                           |                       |                       |               |               |      |
| Abdelkarim Fergat  | Klasse bis 60 kg | —             | —             | K. Fumita     | V 0:8         | ausgeschieden | ausgeschieden | ausgeschieden | ausgeschieden | Walihan S.                | V 1:6                     | ausgeschieden         | ausgeschieden         | ausgeschieden | ausgeschieden | 13   |
| Abdelmalek Merabet | Klasse bis 67 kg | Ryu H.-s.     | V 0:8         | ausgeschieden | ausgeschieden | ausgeschieden | ausgeschieden | ausgeschieden | ausgeschieden | ausgeschieden             | ausgeschieden             | ausgeschieden         | ausgeschieden         | ausgeschieden | ausgeschieden | 16   |
| Bachir Sid Azara   | Klasse bis 87 kg | —             | —             | Peng F.       | G 11:1        | S. Belenjuk   | V 1:1         | ausgeschieden | ausgeschieden | S. Datunaschwili          | V 1:5                     | ausgeschieden         | ausgeschieden         | ausgeschieden | ausgeschieden | 7    |
| Adem Boudjemline   | Klasse bis 97 kg | —             | —             | M. H. Saravi  | V 0:9         | ausgeschieden | ausgeschieden | ausgeschieden | ausgeschieden | ausgeschieden             | ausgeschieden             | ausgeschieden         | ausgeschieden         | ausgeschieden | ausgeschieden | 15   |

### Rudern
| Athleten                        | Wettbewerb                  | Vorlauf     | Vorlauf | Vorlauf       | Hoffnungslauf | Hoffnungslauf | Hoffnungslauf | Halbfinale | Halbfinale | Halbfinale    | Finale      | Finale | Rang |
| Athleten                        | Wettbewerb                  | Zeit        | Platz   | Qualifikation | Zeit          | Platz         | Qualifikation | Zeit       | Platz      | Qualifikation | Zeit        | Platz  | Rang |
| ------------------------------- | --------------------------- | ----------- | ------- | ------------- | ------------- | ------------- | ------------- | ---------- | ---------- | ------------- | ----------- | ------ | ---- |
| Männer                          |                             |             |         |               |               |               |               |            |            |               |             |        |      |
| Kamel Ait Daoud Sid Ali Boudina | Leichtgewichts-Doppelzweier | 6:57,32 min | 6       | Hoffnungslauf | 7:12,08 min   | 6             | Finale C      | –          | –          | –             | 6:41,62 min | 5      | 17   |

### Schießen
| Athleten     | Wettbewerb          | Qualifikation   | Qualifikation | Finale          | Finale        | Rang |
| Athleten     | Wettbewerb          | Ringe/ Scheiben | Rang          | Ringe/ Scheiben | Rang          | Rang |
| ------------ | ------------------- | --------------- | ------------- | --------------- | ------------- | ---- |
| Frauen       |                     |                 |               |                 |               |      |
| Houda Chaabi | Luftgewehr 10 Meter | 619,5           | 39            | ausgeschieden   | ausgeschieden | 39   |

### Schwimmen
| Athleten         | Wettbewerb       | Vorlauf | Vorlauf | Halbfinale    | Halbfinale    | Finale        | Finale        | Rang |
| Athleten         | Wettbewerb       | Zeit    | Rang    | Zeit          | Rang          | Zeit          | Rang          | Rang |
| ---------------- | ---------------- | ------- | ------- | ------------- | ------------- | ------------- | ------------- | ---- |
| Frauen           |                  |         |         |               |               |               |               |      |
| Amel Melih       | 50 m Freistil    | 25,77 s | 35      | ausgeschieden | ausgeschieden | ausgeschieden | ausgeschieden | 35   |
| Amel Melih       | 100 m Freistil   | 56,65 s | 39      | ausgeschieden | ausgeschieden | ausgeschieden | ausgeschieden | 39   |
| Souad Cherouati  | 10 km Freiwasser | —       | —       | —             | —             | 2:17:21,6 h   | 25            | 25   |
| Männer           |                  |         |         |               |               |               |               |      |
| Oussama Sahnoune | 50 m Freistil    | 22,61 s | 8       | ausgeschieden | ausgeschieden | ausgeschieden | ausgeschieden | 37   |
| Oussama Sahnoune | 100 m Freistil   | 49,65 s | 8       | ausgeschieden | ausgeschieden | ausgeschieden | ausgeschieden | 37   |

### Segeln
| Athleten       | Wettbewerb      | Qualifikation | Qualifikation | Medal Race    | Medal Race    | Punkte | Rang |
| Athleten       | Wettbewerb      | Punkte        | Rang          | Punkte        | Rang          | Punkte | Rang |
| -------------- | --------------- | ------------- | ------------- | ------------- | ------------- | ------ | ---- |
| Frauen         |                 |               |               |               |               |        |      |
| Amina Berrichi | Windsurfen RS:X | 289           | 27            | ausgeschieden | ausgeschieden | 289    | 27   |
| Männer         |                 |               |               |               |               |        |      |
| Hamza Bouras   | Windsurfen RS:X | 260           | 25            | ausgeschieden | ausgeschieden | 260    | 25   |

### Tischtennis
| Athleten      | Wettbewerb | 1. Runde      | 1. Runde | 2. Runde      | 2. Runde      | 3. Runde      | 3. Runde      | Achtelfinale  | Achtelfinale  | Viertelfinale | Viertelfinale | Halbfinale    | Halbfinale    | Finale/Platz 3 | Finale/Platz 3 | Rang  |
| Athleten      | Wettbewerb | Gegner        | Erg.     | Gegner        | Erg.          | Gegner        | Erg.          | Gegner        | Erg.          | Gegner        | Erg.          | Gegner        | Erg.          | Gegner         | Erg.           | Rang  |
| ------------- | ---------- | ------------- | -------- | ------------- | ------------- | ------------- | ------------- | ------------- | ------------- | ------------- | ------------- | ------------- | ------------- | -------------- | -------------- | ----- |
| Männer        |            |               |          |               |               |               |               |               |               |               |               |               |               |                |                |       |
| Larbi Bouriah | Einzel     | Bence Majoros | 0:4      | ausgeschieden | ausgeschieden | ausgeschieden | ausgeschieden | ausgeschieden | ausgeschieden | ausgeschieden | ausgeschieden | ausgeschieden | ausgeschieden | ausgeschieden  | ausgeschieden  | 49–64 |